# Анна Козлова
Анна Козлова (англ. Anna Kozlova, 30 грудня 1972) — радянська, російська і американська синхронна плавчиня.
Призерка Олімпійських Ігор 2004 року, учасниця 1992, 2000 років.
Призерка Чемпіонату світу з водних видів спорту 2003 року.
Чемпіонка Європи з водних видів спорту 1991, 1993 років.
Переможниця Панамериканських ігор 2003 року.